# Delta Ophiuchi
Delta Ophiuchi (δ Oph, δ Ophiuchi, 1 Ophiuchi, 1 Oph) è una stella della costellazione dell'Ofiuco, di magnitudine apparente +2,74. È conosciuta anche con il nome tradizionale di Yed Prior e dista 171 anni luce dal sistema solare.

## Osservazione
Si tratta di una stella situata nell'emisfero australe, ma molto in prossimità dell'equatore celeste; ciò comporta che possa essere osservata da tutte le regioni abitate della Terra senza alcuna difficoltà e che sia invisibile soltanto molto oltre il circolo polare artico. Nell'emisfero sud invece appare circumpolare solo nelle aree più interne del continente antartico.
La sua magnitudine pari a +2,74 le consente di essere scorta con facilità anche dalle aree urbane di moderate dimensioni.
Il periodo migliore per la sua osservazione nel cielo serale ricade nei mesi compresi fra maggio e settembre; da entrambi gli emisferi il periodo di visibilità rimane indicativamente lo stesso, grazie alla posizione della stella non lontana dall'equatore celeste.

## Caratteristiche fisiche
Yed Prior è di tipo spettrale M0,5III ed è quindi classificata come gigante rossa; ha una massa una volta e mezzo quella del Sole ma è molto più grande: il suo raggio è infatti 58 volte quello solare. La stella è sospettata essere una variabile, in quanto può avere una variazione in luminosità di 0,03 magnitudini.
Elementi chimici, quali ferro e azoto, sono molto più abbondanti su Delta Ophiuchi che sul Sole: più del doppio il primo, mentre per il secondo addirittura più di tre volte superiore: sono il risultato di processi di fusione nucleare interni.
La stella possiede una velocità di rotazione di 7,0 km/s, molto bassa, e una gravità di superficie pari a 1,4 log g.